# What Kate Did (Lost)
What Kate Did este un episod al serialului de televiziune Lost, sezonul 2.